# Dolny Ren
Dolny Ren (fr. Bas-Rhin, wymowaⓘ) – francuski departament położony w regionie Grand Est, nad rzeką Ren. Departament oznaczony jest liczbą 67. Departament został utworzony 4 marca 1790 roku.
Według danych na rok 2005 liczba zamieszkującej departament ludności wynosi 1 063 000 os. (224 os./km²); powierzchnia departamentu to 4755 km². Ośrodkiem administracyjnym (prefekturą) i największym miastem departamentu jest Strasburg.
W 2023 roku w skład departamentu wchodziło 514 gmin (lista).

## Miejscowości
Największe miejscowości departamentu (w nawiasach liczba ludności w 2021 roku):

- Strasburg (Strasbourg, 291 313)
- Haguenau (35 715)
- Schiltigheim (34 129)
- Illkirch-Graffenstaden (27 118)
- Lingolsheim (20 266)
- Sélestat (19 300)
- Bischheim (17 939)
- Ostwald (13 310)
- Bischwiller (12 435)
- Obernai (12 216)
- Hœnheim (11 469)
- Saverne (11 390)
- Erstein (10 887)
- Brumath (10 238)
- Molsheim (9359)
- Souffelweyersheim (8120)
- Geispolsheim (7603)
- Wissembourg (7516)
- Eckbolsheim (7199)
- Barr (7152)
- Mutzig (6094)
- Vendenheim (6042)
- La Wantzenau (5894)
- Benfeld (5870)
- Fegersheim (5777)
- Wasselonne (5774)
- Eschau (5746)
- Oberhausbergen (5556)
- Reichshoffen (5416)
- Rosheim (5360)
- Drusenheim (5292)
- Gambsheim (5213)
- Mundolsheim (5074)
- Schweighouse-sur-Moder (5050)
- Val-de-Moder (5031)